# نوردمالینگ
نوردمالینگ (به سوئدی: Nordmaling) یک منطقهٔ مسکونی در سوئد است که در بخش نوردمالینگ واقع شده‌است. نوردمالینگ ۳٫۰۸ کیلومتر مربع مساحت و ۲٬۵۴۶ نفر جمعیت دارد.